# كونار شفافي
كونار شفافي (الاسم العلمي: Connarus lucens) هو نوع من النباتات يتبع جنس الكونار من الفصيلة الكونارية.